# Oligocottus rimensis
Oligocottus rimensis és una espècie de peix pertanyent a la família dels còtids.

## Descripció
- Fa 6,4 cm de llargària màxima.[3][4]

## Hàbitat
És un peix marí, demersal i de clima subtropical.

## Distribució geogràfica
Es troba al Pacífic oriental: des del sud-est d'Alaska fins al nord de la Baixa Califòrnia (Mèxic).

## Observacions
És inofensiu per als humans i capaç de respirar aire quan és fora de l'aigua.